# 2024年加納大選
2024年12月7日，加納舉行大選，選出總統和議會全部成員。第5任總統納納·阿庫福-阿多因已連任一次，不得繼續參選。
全國民主大會候選人、前總統约翰·德拉马尼·马哈马在首輪投票取得過半票數當選，無需舉行第二輪投票。新愛國黨候選人馬哈茂杜·巴武米亞在選舉當晚承認落敗。约翰·德拉马尼·马哈马成為了加納第四共和國首位任期不連續的總統。